# Neohesperidine
Neohesperidine is een flavonoïde glycoside dat vooral voorkomt in citrusvruchten. De structuur bestaat uit een flavanongedeelte (hesperitine) gebonden aan het disacharide neohesperidose. De stof is, samen met tal van andere flavonoïden, verantwoordelijk voor de bittere smaak van citroenen.
Neohesperidine wordt op industriële schaal geïsoleerd uit sinaasappelafval en omgezet in de belangrijke zoetstof neohesperidine dihydrochalcon.